# Herbert Rhom

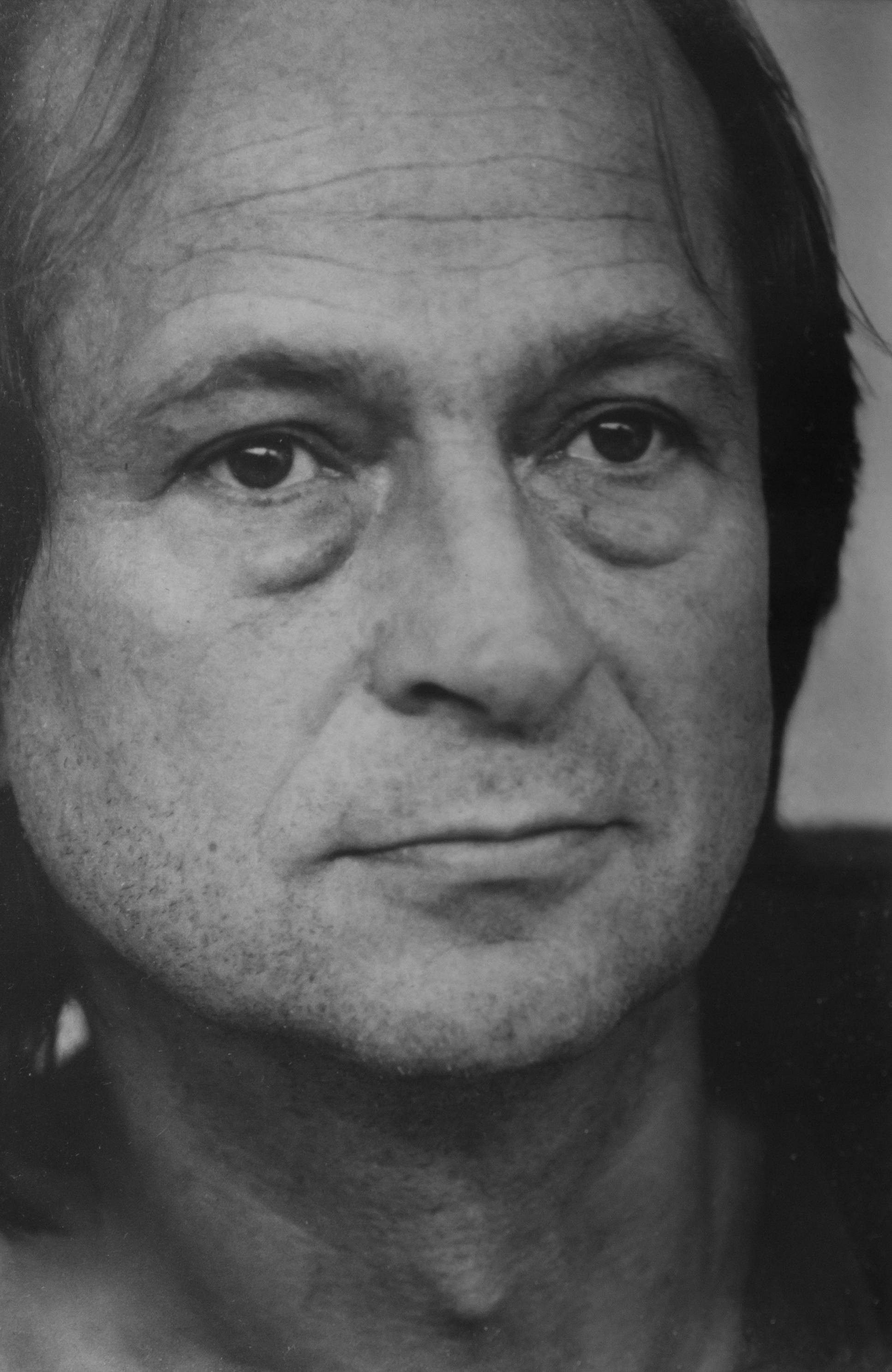
Herbert Rhom 1996

Herbert Rhom (* 16. August 1943 in Graz, Steiermark als Herbert Reiterer; † 24. Juli 2016 in München) war ein österreichischer Theaterschauspieler.

## Leben
Herbert Rhom (ursprünglicher Nachname Reiterer) wurde in Graz geboren und wuchs dort mit seinen älteren Brüdern Harald und Alfred Reiterer auf. Nach absolvierter Schauspielschule in Graz zog er nach Innsbruck, wo er von 1966 bis 1975 am Tiroler Landestheater beim Intendanten Helmut Wlasak engagiert war. 1975 wurde er von Kurt Meisel, Intendant am Münchner Residenztheater, entdeckt und engagiert. Er war dann ein langjähriges Ensemblemitglied des Bayerischen Staatsschauspiels. Herbert Rhom arbeitete zeitweise auch an Theatern in Freiburg und in Berlin.

## Filmografie (Auswahl)
- 2004: Unter Verdacht – Beste Freunde
- 2004: München 7 – Mia zwo – Hans Kandlbinder „Baron“
- 2003: Schwabenkinder
- 2001: Geregelte Verhältnisse
- 2000: Auf eigene Gefahr – Der V-Mann
- 1999: Café Meineid – Ein gewisser Herr (Staffel 7 Folge 12) – Bauunternehmer Rainer Scharnagel
- 1999:  Schmetterlinge der Nacht – Anwalt
- 1998: Polizeiruf 110 – Spurlos verschwunden
- 1985: Raffl
- 1984: Lieber Karl
- 1982: Sein Doppelgänger – Théodore
- 1981: Die sieben Todsünden und Totentanz
- 1977: Ingmar Bergman inszeniert
- 1969: Dynamit – John Donovan

## Hörspiel
- Leutnant Gustl (1976)[1]
- Abfahrtsrennen (1978)